# Боєприпас, що не вибухнув

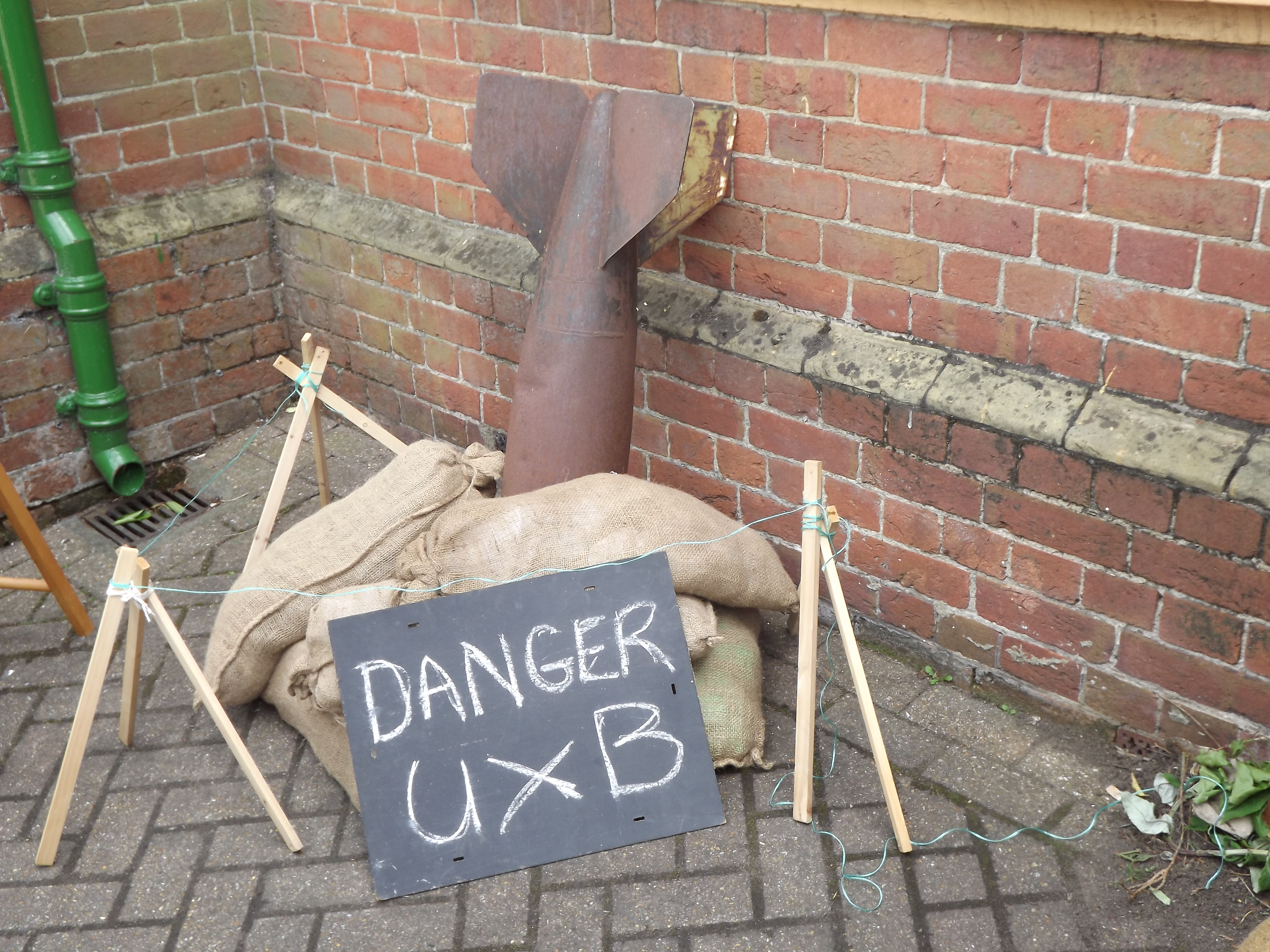
Позначення авіабомби, яка не вибухнула.

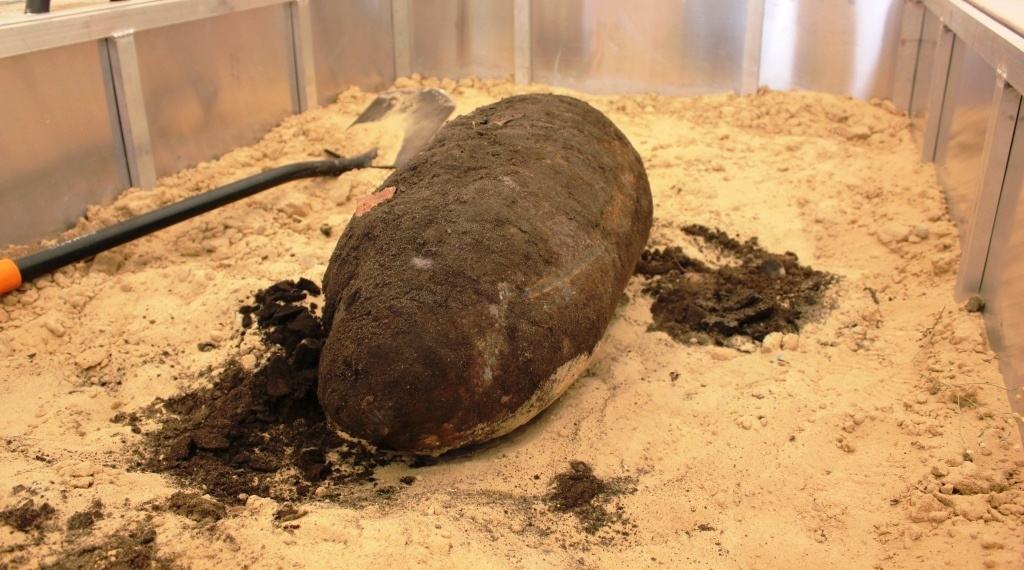
Авіабомба часів Другої світової війни, знешкоджена у Білгороді у 2020 році

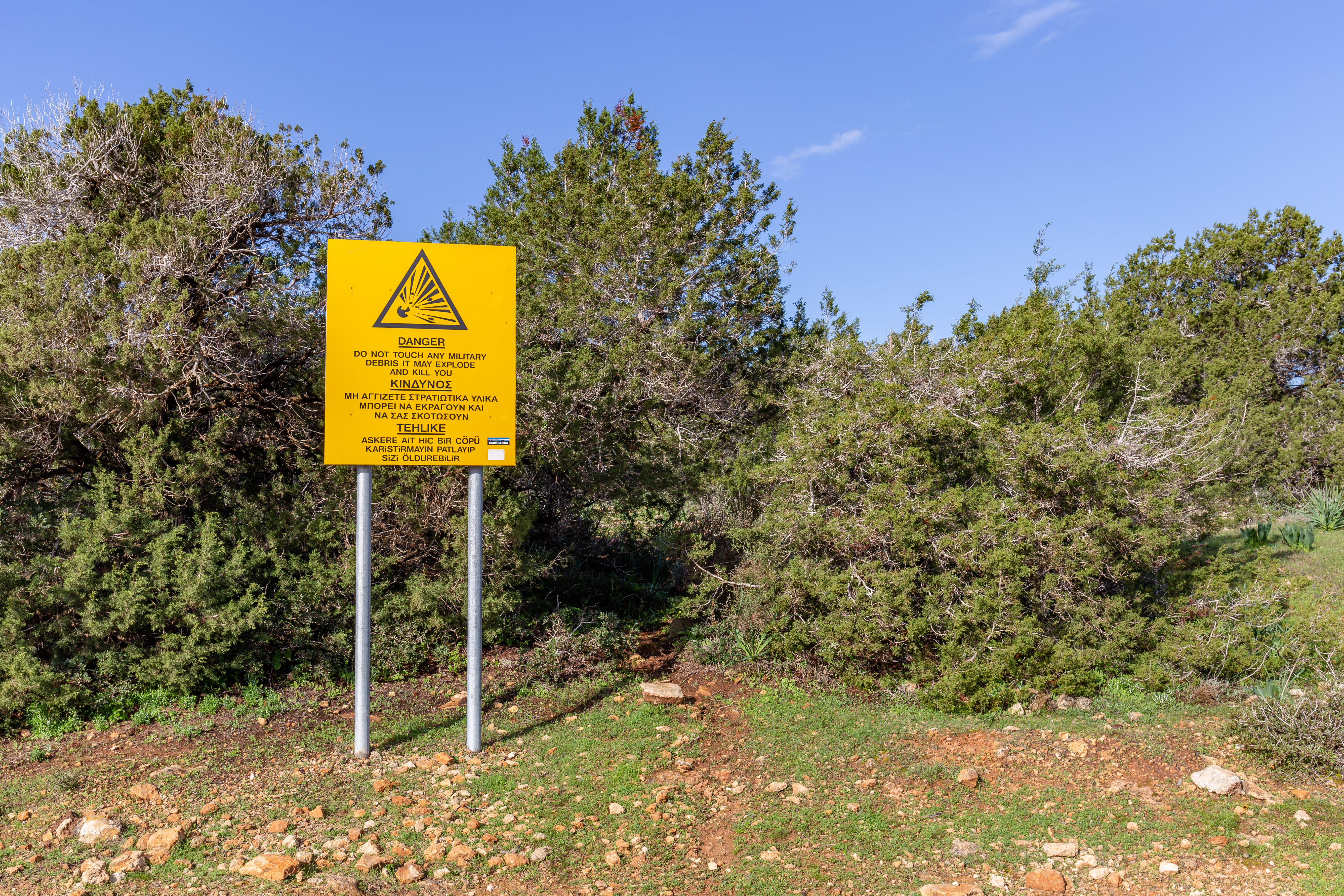
Попередження «Не чіпайте жодних військових предметів! Вони можуть вибухнути і вбити вас!», острів Акамас, Республіка Кіпр

Боєприпас, що не вибухнув — вибухова зброя (снаряд, авіабомба, граната, міна, тощо), котру було використано під час збройного конфлікту, але через несправність — не відбулось вибуху, і тому є небезпека для людей (і після закінчення конфлікту теж).
Багато цивільних осіб загинуло або втратило кінцівки, зрушивши з місця випадково знайдені боєприпаси або доторкнувшись до них. Після закінчення війн неможливо відновлювати житло, лікарні та школи, обробляти сільськогосподарські землі, доки всі ці боєприпаси не будуть знешкоджені.

## Історія
Мільйони боєприпасів, що залишилися після різних воєн, що не розірвалися, загрожують життю людей більш ніж у 80 країнах світу. Деякі країни розв'язували цю проблему упродовж десятків років. Наприклад, у Польщі було знешкоджено близько 100 мільйонів одиниць боєприпасів, що залишилися на польській землі після Першої світової та Другої світової війни. Громадянська війна у В'єтнамі, Лаосі і Камбоджі завершились у 1975 році, проте, в одному лише Лаосі все ще доведеться знешкодити десятки мільйонів боєприпасів, що залишилися там після цієї війни. Недавні конфлікти в Афганістані, в Іраку і в Судані теж залишили після себе велику кількість боєприпасів, що не розірвалися.
Протокол з вибухонебезпечних пережитків війни, прийнятий у листопаді 2003 року державами-учасницями Конвенції 1980 року про конкретні види звичайної зброї, вимагає, щоб після завершення військових дій кожна сторона конфлікту очистила контрольовану нею територію від вибухонебезпечних боєприпасів. Він також вимагає, щоб кожна сторона конфлікту надавала матеріальну та фінансову допомогу з очищення територій, які не під її контролем, від боєприпасів, що залишилися там внаслідок її власних дій. Протокол також зобов'язує учасників конфлікту зберігати інформацію про вибухові речовини, які вони використовували під час конфлікту, а після закінчення воєнних дій обмінюватися цією інформацією з іншими учасниками конфлікту та з організаціями, що займаються розмінуванням (відсутність такої інформації нерідко уповільнювала у минулому розв'язання проблем, пов'язаних із вибухонебезпечними). боєприпасами, що залишилися після війни).